# 2453 Wabash
2453 Wabash је астероид главног астероидног појаса са пречником од приближно 26,1 .
Афел астероида је на удаљености од 3,362 астрономских јединица (АЈ) од Сунца, а перихел на 2,670 АЈ.
Ексцентрицитет орбите износи 0,114, инклинација (нагиб) орбите у односу на раван еклиптике 10,328 степени, а орбитални период износи 1913,816 дана (5,239 година).
Апсолутна магнитуда астероида је 11,2 а геометријски албедо 0,086.
Астероид је откривен 30. септембра 1921. године.